# Григолейт, Йоп
Йоханнес Мартинюс (Йоп) Григолейт (нидерл. Johannes Martinus "Joop" Grigoleit; 27 марта 1922 — 14 марта 2007) — нидерландский футболист, игравший на позиции нападающего, выступал за команды «Аякс» и СДВ.

## Спортивная карьера
Йоп Григолейт дебютировал в составе футбольного клуба «Аякс» в сезоне 1945/46. Первый матч в чемпионате нападающий провёл 17 февраля 1946 года против клуба АДО. Встреча завершилась победой амстердамцев со счётом 3:2. В общей сложности Йоп сыграл три матча в чемпионате и отметился одним голом.
В январе 1947 года Григолейт перешёл в другой клуб из Амстердама — СДВ, который выступал во втором классе. Его одноклубники Крис Аккерман и Йоп Корндёрфер также стали игроками СДВ.